# ZOO KEEPER (漫画)
『ZOO KEEPER』（ズーキーパー）は、青木幸子による日本の漫画作品。『イブニング』（講談社）において、2006年3月28日（2006年No.08）から2009年6月22日（2009年No.14）まで連載された。全8巻。

## 内容
温度が視認できるという特殊能力を持つ主人公「楠野香也」の動物園での活躍を描く。

## 登場人物
楠野 香也（くすの かや）
主人公、見習い動物園管理者。温度が視認できるという能力を持っていて、他人が嘘をついているかどうかなども見抜くことが出来る。
熊田 大地（くまだ だいち）
独楽動物園の園長、通称クマ園長。園内のアダ名は"人食い熊"。瞬時に香也の能力を見抜き、赤外線遮断の眼鏡を作った人物。
葉月（はづき）
香也のいとこ。同居している。香也からは「はっちゃん」と呼ばれている。動物は嫌い。
林（はやし）
チンパンジーのメイン担当。
西（にし）
チンパンジー担当、会議の司会も担当している。
小田 征士（おだ まさし）
コアラのメイン担当、他にアルマジロも担当している。神経質で完璧主義。飼育員の多くからは「小田っち」と呼ばれている。
園川 典之（そのかわ‐のりゆき）
爬虫類館責任者であると共に独楽動物園の衛生責任者、その上にローテーションもしている。獣医師免許も持っており、コモンマーモセットの帝王切開を行った際、LCMウイルスに感染し、1年間休園していた。
田村（たむら）
マレーグマ担当。
辰未（たつみ）
独楽動物園の獣医、医療班の責任者で副園長。人間の医師免許も持っている。かなりの熱血漢。
赤根 柚美（あかね ゆうみ）
「フレンドパーク」担当。
横田（よこた）
鳥類担当。
桑崎 鉱一郎（くわさき こういちろう）
チーター担当、マラソン選手。無口で頑固。
丹波 訪法（たんば ほうほう）
アジアゾウ担当。
井上（いのうえ）
タヌキ担当。
秦野 孝明（はたの たかあき）
北未動物園の飼育員であり秦野園長の息子、猛禽類好き。現在片思い中。
秦野（はたの）
孝明の母、北未動物園長。
篠束 東吾（しのつか とうご）
富士野建設会長。鰐愛好家、重機いじりが趣味で日本庭園をワニ用に自分で改造するほど。熊田園長とは旧知の仲。
奈良橋 圭吾（ならばし けいご）
6話で下水施設へイリエワニを捨てた張本人。
田代 裕司（たしろ ゆうじ）
東独楽中学校の生徒。独楽動物園へ職場体験に来た際、マレーグマのココロに爆竹を投げつけた。
瀬田（せた）
裕司の担任。
一戸（いちのへ）
動物専門のTVマン。
杉原 未来（すぎはら みく）
小田の幼馴染、小田の事を「まあちゃん」と呼んでいる。
瑠璃（るり）
未来の娘、未来に一度置き去りにされた。
桃ちゃん（ももちゃん）
動物ランランランドに出演しているタレント。熊田園長曰く「アホそうなのに賢い」。
かおり
動物好きの少女。チンパンジーのカノンに怪我をさせられたが、そのことは覚えていない。
まゆ
辰未の娘。父親のことを自慢に思っている。
田中（たなか）
アフリカゾウ担当。一度定年退職したが今は嘱託として勤務。

## サブタイトル
- 第1巻（2006年9月22日発売）
  - 第1話【香也の能力（チカラ）】チンパンジー編
  - 第2話【動物園の人気者】コアラ編
  - 第3話【コアラブームの起こし方】
  - 第4話【ナデシコ】
  - 第5話【動物園の意味】
  - 第6話【動物を飼う事】イリエワニ編
  - 第7話【最も危険なワニ】
  - 第8話【限界を超えて】
- 第2巻（2007年2月22日発売）
  - 第9話【ワニの幸せ】
  - 第10話【ココロのキズ】マレーグマ編
  - 第11話【「楽しい」って何?】
  - 第12話【生き物の力】
  - 第13話【フレンドパーク】ウサギ編
  - 第14話【人と動物の距離】
  - 第15話【アカネの思い】
  - 第16話【オオタカ】オオタカ編
  - 第17話【動物園の信念】
  - 特別付録 うろうろゆらゆら
- 第3巻（2007年6月22日発売）
  - 第18話【生き抜く強さ】
  - 第19話【北未が目指すもの】
  - 第20話【争奪戦!】チーター編
  - 第21話【チーターの疾走】
  - 第22話【嗅覚】
  - 第23話【ティアーズマーク】
  - 第24話【ジャングラ】アジアゾウ編
  - 第25話【繁殖者】
  - 第26話【現地を見る】
  - 特別付録 うろうろゆらゆら
- 第4巻（2007年10月23日発売）
  - 第27話【イベント】
  - 第28話【象を飼う理由】
  - 第29話【幻の動物!?】ニホンオオカミ編
  - 第30話【幻を追え!】
  - 第31話【能力を発揮せよ!】
  - 第32話【不自然な熱源】
  - 第33話【幻の正体】
  - 第34話【感染症の恐怖】タヌキ&コモン・マーモセット編
  - 第35話【園川の過去】
  - 特別付録 うろうろゆらゆら
- 第5巻（2008年3月21日発売）
  - 第36話【「命」のために】
  - 第37話【LCMウイルス】
  - 第38話【園川の懸念】
  - 第39話【専門の目】
  - 第40話【赤ちゃんトラブル!】アルマジロ編
  - 第41話【小田の災難】
  - 第42話【コロンの不調】
  - 第43話【奇妙な一致】
  - 第44話【声なき声】
  - 特別付録 うろうろゆらゆら
- 第6巻（2008年8月22日発売）
  - 第45話【最後のアフリカゾウ】アフリカゾウ編
  - 第46話【ゾウを飼育すること】
  - 第47話【過酷なる決断】
  - 第48話【“大”のために出来ること】
  - 第49話【飼育員（キーパー）とゾウを繋ぐもの】
  - 第50話【北未の挑戦】ヤマネ編
  - 第51話【北未の提案】
  - 第52話【ヤマネの森】
  - 第53話【分断された原生林】
  - 特別付録 うろうろゆらゆら
- 第7巻 (2009年2月23日発売)
  - 第54話【ヤマネスカイウェイ】
  - 第55話【オセロ】シマウマ編
  - 第56話【動物園の限界】
  - 第57話【トガレの正体】
  - 第58話【クマ園長の狙い】
  - 第59話【祝!開園50年!!】アフリカゾウ編
  - 第60話【好物の正体】
  - 第61話【「命」の展示】
  - 第62話【命の博物館】
  - 特別付録 うろうろゆらゆら
- 第8巻 (2009年7月23日発売)
  - 第63話【新しき職場】フンボルトペンギン編
  - 第64話【アスペル】
  - 第65話【偽卵】
  - 第66話【ファーストペンギン】
  - 第67話【ボス争い】チンパンジー編
  - 第68話【命がけの順位争い】
  - 第69話【群れで生きるために】
  - 第70話【香也にできる事】
  - 最終話【未来動物園】
  - 特別付録 うろうろゆらゆら

## 取材協力地
- 東京都多摩動物公園
- 東京都恩賜上野動物園
- 熱川バナナワニ園